# آلوئیس شلدر
آلوئیس شلدر (انگلیسی: Alois Schloder؛ زادهٔ ۱۱ august ۱۹۴۷ (۷۷ سال)) ورزشکار هاکی روی یخ اهل آلمان است.
وی در مسابقات کشوری و بین‌المللی در مجموع برندهٔ ۱ مدال برنز شده‌است.